# (1533) Saimaa
(1533) Saimaa – planetoida z pasa głównego asteroid okrążająca Słońce w ciągu 5 lat i 85 dni w średniej odległości 3,01 au. Została odkryta 19 stycznia 1939 roku w Obserwatorium Iso-Heikkilä w Turku przez Yrjö Väisälä. Nazwa planetoidy pochodzi od jeziora Saimaa w Finlandii. Przed nadaniem nazwy planetoida nosiła oznaczenie tymczasowe
(1533) 1939 BD.